# Eschiva von Beirut
Eschiva von Beirut (* um 1253; † 1312) war eine Angehörige des Hauses Ibelin, Herrin von Beirut und zypriotische Königinmutter im späten 13. Jahrhundert. Sie war die jüngere Tochter des Johann II. von Ibelin, Herr von Beirut, und der Alix de la Roche.
Eschiva wurde 1274 mit Humfried von Montfort verheiratet, einem jüngeren Sohn des Philipp von Montfort, Herrn von Tyrus. Als nachgeborene Kinder ihrer Väter hatten beide Eheleute kein Erbe zu erwarten; in Beirut war auf den Tod Johanns II. 1264 die ältere Schwester von Eschiva, Isabella, als Herrin nachgefolgt. Dann aber starb Isabella 1282 kinderlos und Eschiva folgte ihr in der Herrschaft über Beirut nach. Im Jahr darauf starb auch ihr Schwager gleichfalls ohne Kinder, sodass Humfried ihm als Herr über Tyrus nachfolgte. Allerdings starb ihr Mann schon am 12. Februar 1284, wodurch Tyrus für Eschiva verloren ging. Aus der Ehe mit Humfried gingen fünf Söhne und eine Tochter hervor:
- Die Söhne Johann, Philipp und Guyotin sowie die Tochter Alix starben noch als Kinder.
- Amalrich von Montfort († 28. Dezember 1304).[4]
- Ruben von Montfort († 8. September 1313)[5], Titularherr von Beirut.

Im Frühjahr 1291 wurde Eschiva zunächst mit Amalrich von Lusignan verlobt, dem Bruder des zypriotischen Königs und neuen Herrn von Tyrus. Doch wurde sie nur wenige Wochen später mit dessen jüngeren Bruder Guido von Lusignan verheiratet und mit Lapithos als Morgengabe ausgestattet. Am 31. Juli desselben Jahres musste sie den Verlust von Beirut hinnehmen, das von den ägyptischen Mamluken kurz nach dem Fall von Akkon gleichfalls erobert wurde. Als Kompensation für diesen Verlust wurde ihr Mann 1292 von dessen Bruder, König Heinrich II. von Zypern, mit dem Amt des königlichen Connétable ausgestattet. Guido starb um das Jahr 1303. Aus der Ehe mit ihm gingen zwei Kinder hervor:
- Hugo von Lusignan († 10. Oktober 1359), der als Hugo IV. seinem Onkel auf dem Thron von Zypern nachfolgen konnte.
- Isabella von Lusignan, ⚭ 1322 Eudes de Dampierre-sur-Salon, 1324 Connétable von Jerusalem.

1308 segelte Eschiva nach Athen, um dort nach dem kinderlosen Tod ihres Cousins Guido II. ihr Erbrecht auf das Herzogtum Athen geltend zu machen. Allerdings wurde ihr Erbrecht vom Haute-Cour des Herzogtums zugunsten Walters V. von Brienne zurückgewiesen. Auf der Heimreise nach Zypern erlitt sie Schiffbruch.
Sie starb im Jahr 1312 und wurde in der Kathedrale von Nikosia begraben.

## Weblink
- LORDS of BEIRUT (IBELIN) bei fmg.ac

| Vorgänger | Amt                         | Nachfolger       |
| --------- | --------------------------- | ---------------- |
| Isabella  | Herrin von Beirut 1282–1291 | Mamlukensultanat |

| Personendaten    | Personendaten      |
| ---------------- | ------------------ |
| NAME             | Eschiva von Beirut |
| ALTERNATIVNAMEN  | Eschiva von Ibelin |
| KURZBESCHREIBUNG | Herrin von Beirut  |
| GEBURTSDATUM     | um 1253            |
| STERBEDATUM      | 1312               |